# Werner Kruse (Kunsthistoriker)

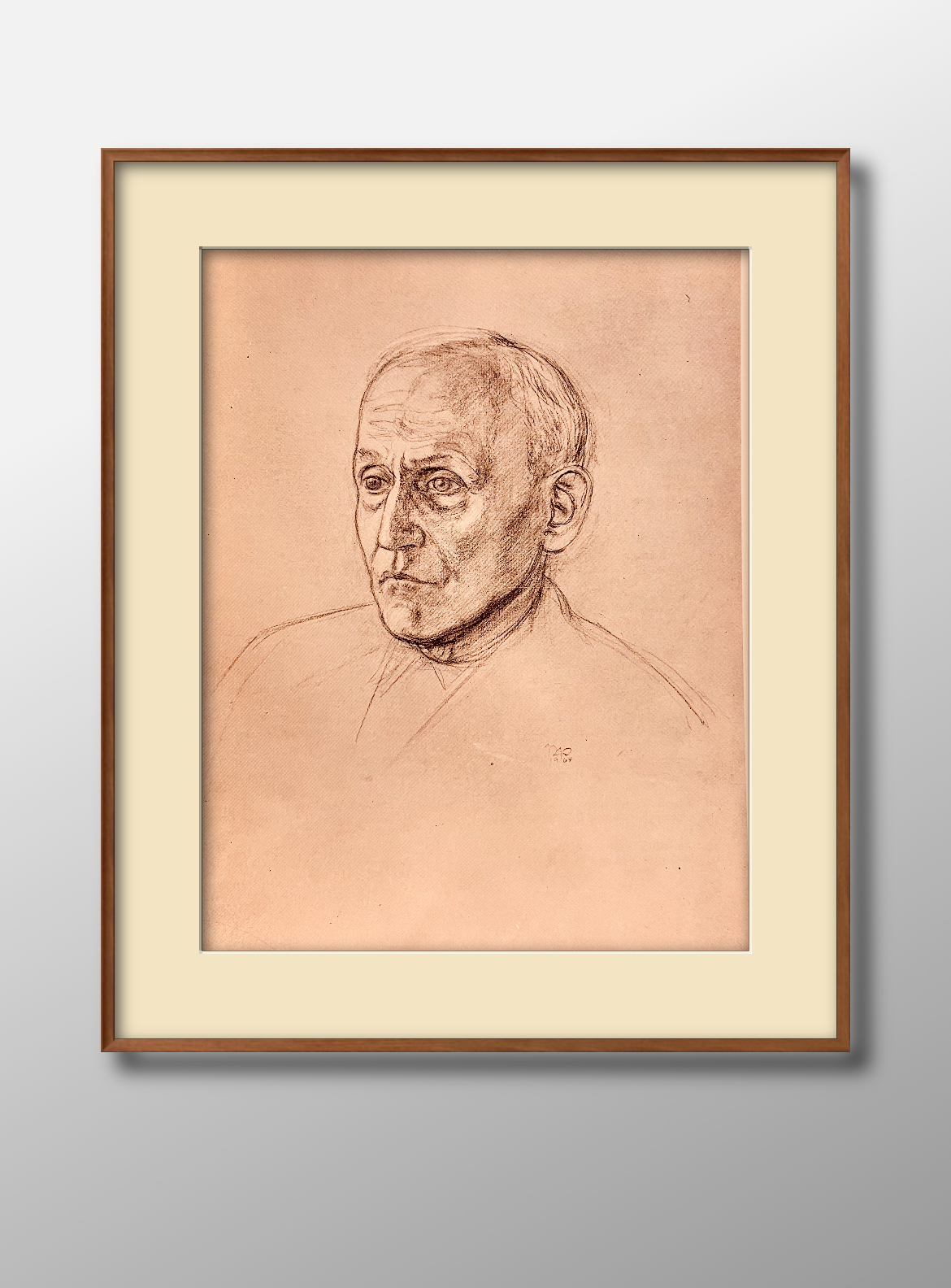
Porträtskizze „Werner Kruse“ von Hermann Prüßmann, Archiv Mülheimer Kunstverein

Werner Kruse (* 3. Oktober 1886 in Altena; † 20. April 1968 in Mülheim an der Ruhr) war ein deutscher Kunsthistoriker und ab 1922 der erste hauptamtliche Leiter des Städtischen Museums in Mülheim an der Ruhr.

## Leben und Wirken
Werner Kruse war der Sohn des preußischen Landrats und späteren Regierungspräsidenten Francis Kruse und dessen Ehefrau Margarete († 1917), geborene Zanders. Nach dem Besuch verschiedener humanistischer Gymnasien studierte er – zunächst ohne Abitur – ab 1905 an den Musikhochschulen in Berlin und Leipzig. Gleichzeitig besuchte er sowohl literarische als auch kunsthistorische Vorlesungen und arbeitete als Dramaturg am Schauspielhaus Düsseldorf.
Nachdem er 1915 sein Abitur nachgeholt hatte, studierte er Kunstgeschichte, Archäologie und Geschichte in München, Berlin und Bonn. An der Universität Bonn promovierte er 1919 zum Dr. phil. Seine erste Anstellung führte ihn als wissenschaftliche Hilfskraft nach Belgien, wo er die belgischen Kunstdenkmäler inventarisierte. Zugleich half er bei der Einrichtung des Schloßmuseums in Koblenz.
Zum 1. Juni 1922 übernahm er die Leitung des Städtischen Museums in Mülheim an der Ruhr, das bis dahin weder hauptamtlich noch wissenschaftlich betreut wurde. In den gut 30 Jahren seiner Tätigkeit verschaffte er dem Museum einen weit über die Stadtgrenzen reichenden Ruf als Stätte zur Förderung junger, zeitgenössischer Künstler, wie Otto Pankok, Hermann Lickfeld, Carl Altena, Werner Gilles oder Heinrich Siepmann. Die Art der Förderung war vielfältig: Sie reichte von der Vermittlung von Stipendien über freie Mittagstische bis hin zu öffentlichen Aufträgen und Ankäufen.
1929 veranstaltete Kruse die erste Jahresausstellung Mülheimer Künstler, die bis 2019 jährlich im Städtischen Kunstmuseum stattfand. Seit 2025 wird eine ähnliche Schau als Biennale angeboten. Der Mülheimer Kunstverein und Kunstförderverein Rhein-Ruhr - KKRR bietet jedoch weiterhin eine jährliche Verkaufsausstellung der Mülheimer Künstlerinnen und Künstler in der Villa Schmitz-Scholl, bekannt als Villa Artis an.
1937 erlitt die Sammlertätigkeit Kruses einen schweren Schlag, als in der zentralen Aktion „Entartete Kunst“  20 Werke moderner deutscher Künstler beschlagnahmt wurden. Einen weiteren Verlust brachte der große Luftangriff auf Mülheim am 22./23. Juni 1943 mit sich, als rund 80 Prozent der Bestände des Museums verbrannten.
Nach dem Krieg setzte sich Kruse bis zu seiner Pensionierung im Jahr 1951 tatkräftig für den Wiederaufbau des Museums ein. Seine Verdienste wurden 1967 mit der Verleihung des „Jobs“ durch die Mülheimer Bürgergesellschaft Mausefalle gewürdigt.

## Weitere Quellen
- Stadtarchiv Mülheim an der Ruhr, Bestand 1550 Nr. 70 (Mülheimer Persönlichkeiten)
- Stadtarchiv Mülheim an der Ruhr, Bestand 1210 Nr. 64 (Personalakten)